# Космонавтика в СССР
Началото на усвояването на космоса е на 4 октомври 1957 г. със старта на първия изкуствен спътник на Земята в Съветския съюз. Началото на пилотираната космонавтика е полета на съветския космонавт Юрий Гагарин на 12 април 1961 г.

## Най-важните етапи на усвояването на космоса
Дълго време всякаква информация за ракетите, спътниците и хората, съпричастни към тази техника е била засекретена. Сега една от тайните може да се разкрие: изкуствения спътник на Земята е бил разработен в подмосковското селище Болшеве (сега е „наукоград“ Корольов). Това официално е зарегистрирано в книги, посветени на съветската космонавтика и даже на мемориална дъска, сложена на улица Тихонравова. За реализацията на задачата за създаване на ядрено оръжие и средствата за неговата доставка на 13 май 1946 г. Съвета на Министрите на СССР издаде постановление за започване на мащабна работа по развитие на отечественото ракетостроене.
В съответствие с това постановление в Болшеве на територията на бившето инженерно училище се формира Научноизследователски артилерийски институт за реактивно въоръжение №4. За директор на института бил назначен генерал А.И. Нестеренко, негов заместник по специалност „Балистични ракети с течно гориво“ е полковник М.К. Тихонравов, съратник на Корольов в ГИРД и Реактивния институт. Михаил Тихонравов е бил известен като създател на първата ракета с течно гориво, изстреляна в Нахабино на 17 август 1933 г. В 1945 г. той оглавил проект за издигане на двама астронавти на височина 200 километра с помощта на ракета тип ФАУ-2 и управляема ракетна кабина. Проектът бил поддържан от Академията на науките и одобрен от Сталин. Обаче в трудните следвоенни години на ръководството на военния отрасъл не им е било до космически проекти, които са се възприемали като фантастика, пречеща на изпълнението на главната задача по създаване на „далекобойни ракети“.
Изследвайки перспективите за развитие на ракетите, създавани по класическа последователна схема, Тихонравов е стигнал до извода за тяхната непригодност за междуконтинентални разстояния. Изследвания, проведени под ръководството на Тихонравов са показали, че пакетната схема от ракети, създадени тогава в „КБ Корольов“, ще обезпечи четири пъти по-голяма скорост, отколкото при обикновената схема. С внедряване на „пакетната схема“ групата на Тихонравов се приближила към осъществяване на своята заветна мечта за полет на човека в космическото пространство. Те продължавали изследванията на проблемите, свързани с изстрелването и връщането на Земята на изкуствени спътници.
16 септември 1953 г. по заповед на „ОКБ Корольов“ в института била открита първата научноизследователска задача с космическа тематика „Изследвания по въпроса за създаване на първия изкуствен спътник на Земята“. Групата на Тихонравов, имаща солидна подготовка по тази тема я изпълнила оперативно.
През 1956 г. Тихонравов с част от своите сътрудници се прехвърлил от института в ОКБ Корольов като началник на отдела по проектиране на спътници. При неговото непосредствено участие са се създали първите изкуствени спътници, пилотирани кораби, проекти на първите автоматични междупланетни и лунни апарати.
- 4 октомври 1957 – първия изкуствен спътник на Земята
- 12 април 1961 – първи полет на човек в космоса (Юрий Гагарин)
- 18 март 1965 – първо излизане на човек в открития космос (Алексей Леонов)
- 19 април 1971 – първата орбитална станция
  - 1957: Първи изкуствен спътник, Sputnik 1
  - 1957: Първото живо същество в изпратено орбита, кучето Laika на Sputnik 2
  - 1959: Първото изстрелване на ракета от орбита, първи човешки апарат напуснал гравитационното поле на Земята, Luna 1
  - 1959: Първо предаване на данни, телеметрия (telemetry,) към и от космоса Luna 1.
  - 1959: Първи човешки апарат, който преминава покрай Луната, първи човешки апарат изпратен в хелиоцентричнаорбита, Luna 1
  - 1959: Първи човешки апарат достигнал до повърхостта на Луната, Luna 2
  - 1959: Първи снимки на обратната страна на Луната, Luna 3
  - 1960: Първите живи същества, който излизат в орбита и се връщат живи на Земята – кучетата Белка и Стрелка (Belka and Strelka) на Sputnik 5.
  - 1961: Първи човешки апарат изпратен до друга планета – Венера, Venera 1
  - 1961: Първият човек в космоса, Юрий Гагарин на Vostok 1
  - 1961: Първи човек престоял над 24 часа в космоса – Герман Титов, Vostok 2
  - 1962: Първи полет с екипаж от два човека, Vostok 3 and Vostok 4
  - 1962: Първи апарат изпратен до Марс, Mars 1
  - 1963: Първата жена в космоса Валентина Терешкова, Vostok 6
  - 1964: Първи екипаж от няколко души (3), Voskhod 1
  - 1965: Първата разходка на човек извън космически апарат в открития космос – Алексей Леонов Voskhod 2
  - 1965: Първи космически апарат достигнал повърхността на друга планета – Венера Venera 3
  - 1966: Първи космически апарат кацнал гладко на Луната и предал данни от там, Luna 9
  - 1966: Първи апарат в орбита около Луната, Luna 10
  - 1967: Първото безпилотно скачване на два космически кораба, Cosmos 186/Cosmos 188.
  - 1968: Първите живи същества обиколили Луната и завърнали се живи на Земята – костенурки на Zond 5
  - 1969: Първо скачване между космически кораби в космоса и размяна на екипажи, Soyuz 4 и Soyuz 5
  - 1970: Първи автоматично събрани проби от чуждо космическо тяло доставени до Земята, Luna 16
  - 1970: Първо роботизирано сухопътно космическо превозно средство, Lunokhod 1 на Луната.
  - 1970: Първо предаване на данни от повърхността на чужда планета (Венера) към Земята, Venera 7
  - 1971: Първата космическа станция, Salyut 1
  - 1971: Първи космически апарат достигнал до повърхността на Марс, Mars 2
  - 1971: Първи космически апарат кацнал на Марс, Mars 3
  - 1975: Първи космически апарат в орбита около Венера, кацнал меко на Венера, първи снимки от повърността на Венера, Venera 9
  - 1980: Първият цветнокож космонавт, Arnaldo Tamayo Méndez на Soyuz 38
  - 1984: Първата жена разходила се в открития космос извън космически апарат – Светлана Славицкая (Salyut 7)
  - 1986: Първи екипаж посетил две различни космически станции (Mir and Salyut 7)
  - 1986: Първи космически апарати спуснали балони в атмосферата на Венера и първи донесли снимки на комета от близо прелитане. Vega 1, Vega 2
  - 1986: Първта космическа станция с многочислен екипаж, Mir, 1986 – 2001, с непрекъснато присъствие на екипаж (1989 – 1999)
  - 1987: Първи екипаж прекарал над една година в космоса, Владимир Титов и Муса Маранов на борда на Soyuz TM-4 – Mir

## Космическа програма и полети на кораби в СССР

### Изкуствени спътници
- Спутник – серия първи в света спътници.
  - Спутник-1 – първия безпилотен космически полет.

Спътници на СССР: Електрон // Метеор // Екран // Радуга // Хоризонт // Мълния // Гейзер // Алтаир // Купон // Глонасс // Парус

#### Космически телескопи
- Астрон – космически ултравиолетов телескоп

### Автоматични междупланетни станции
- Марс – изследване на планетата Марс, първо меко кацане на неговата повърхност
- Венера – програма за изследване на атмосферата на Венера и нейната повърхност
- Вега – среща с Халеевата комета и пускане на балон в атмосферата на Венера.
- Фобос – програма за изследване на спътниците на Марс.

#### Лунни станции
- Луна – изследване на Луната, доставка на лунен грунд, Луноход 1 и Луноход 2

### Пилотирани полети
- Восток – първи пилотирани полети в космоса
- Восход – пилотирани орбитални полети; първо излизане в открития космос на човек, първи многоместни кораби.
- Союз – пилотирани експедиции
  - Експериментален проект Аполо-Союз / Apollo-Soyuz Test Project (съвместно с НАСА)
  - Интеркосмос – програма дала възможност на космонавти от приятелски държави да летят в космоса между 1978 и 1988.

### Орбитални станции
- Салют – първата серия орбитални станции
- Мир – първа орбитална станция от модулен тип.

## Списък на ракети-носители

### Базови разработки
Р-1, Р-7, Р-9, Р-12, Р-14, P-15, Р-16, Р-22, Р-24, Р-26, Р-36, Р-36М, Р-46, Р-56, РТ-2ПМ

### Ракети-носители
Зенит // Космос // Днепър // Циклон (Циклон 2, Циклон 3, Циклон 4)
Семейство ракети-носители създадени на базата на Р-7:
Восток // Восход // Луна // Мълния (Мълния-М) // Полет // Союз (Союз-ФГ, Союз-У, Союз-2) // Спутник // Ямал
Други ракети-носители:
Ангара // Вълна // Квант // Космос // Н-1 //Протон // Рокот // Старт // Енергия
Разгонни блокове:
Байкал // Бриз-М // ДМ // ДМ-SL // Корвет // Л // Фрегат //

### Бойни ракети и ракетни комплекси
Бойни ракети (Класификация на НАТО):
SS-4 // SS-5 // SS-6 // SS-9 // SS-18 (Satan) // SS-19 (Stileto) // SS-24 (Скалпел)
Бойни ракетни комплекси:
Р-7 // Р-9